# Ingham, Australien
Ingham är en ort i Australien. Den ligger i kommunen Hinchinbrook och delstaten Queensland, omkring 1 200 kilometer nordväst om delstatshuvudstaden Brisbane.
Runt Ingham är det mycket glesbefolkat, med 6 invånare per kvadratkilometer.. Ingham är det största samhället i trakten.
Omgivningarna runt Ingham är huvudsakligen savann. Genomsnittlig årsnederbörd är 1 480 millimeter. Den regnigaste månaden är februari, med i genomsnitt 395 mm nederbörd, och den torraste är augusti, med 13 mm nederbörd.